# Julian Adam Majewski

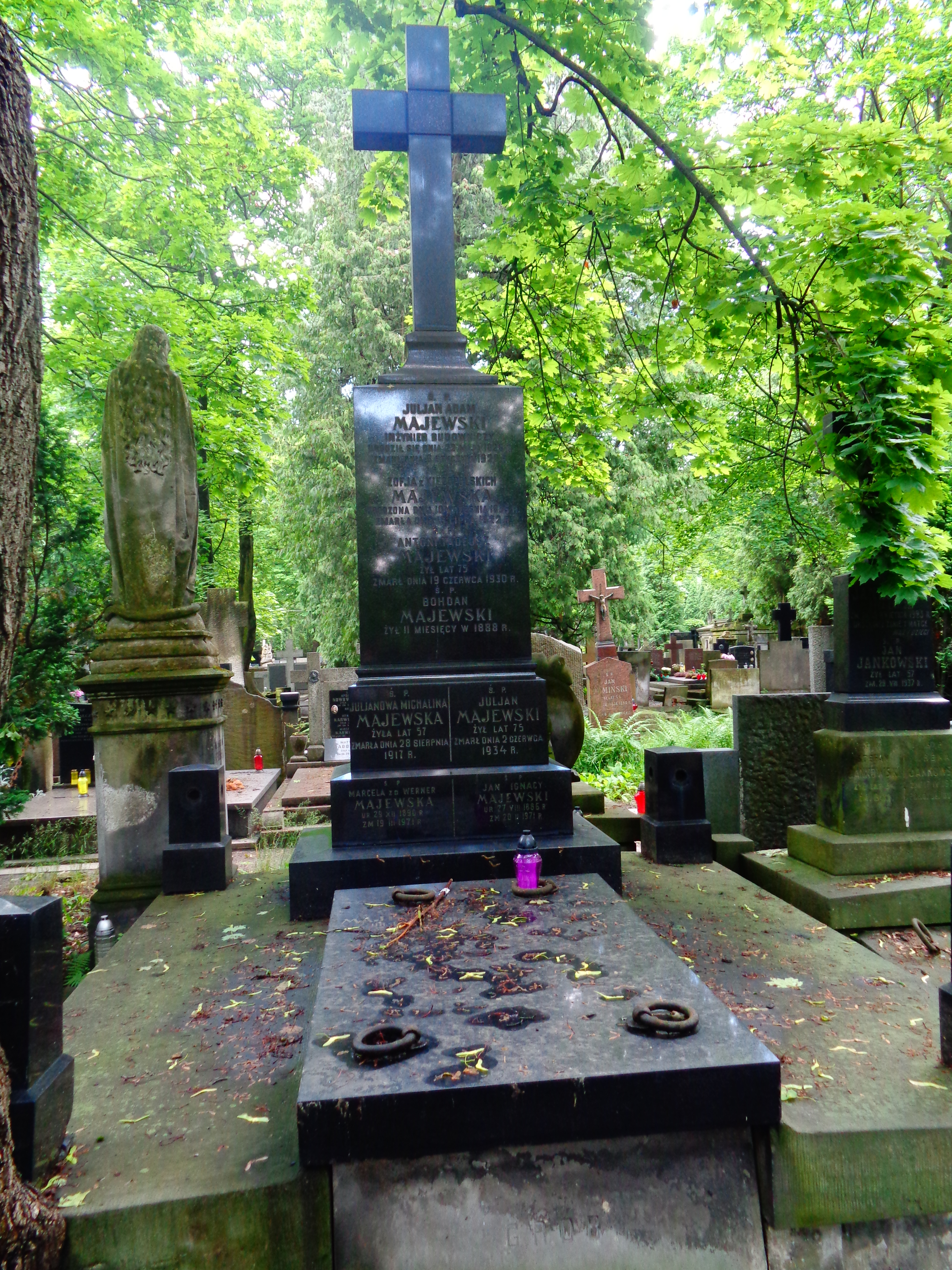
Grób Juliana Adama Majewskiego na cmentarzu Powązkowskim

Julian Adam Majewski (ur. 22 maja 1826 w Grabówce koło Kraśnika, zm. 6 stycznia 1920 w Warszawie) – polski oficer, architekt, budowniczy i inżynier budownictwa lądowego i wodnego, twórca pierwszego polskiego mostu o konstrukcji stalowej wybudowanego w latach 1865–1866 w Kaliszu.

## Życiorys
Budowniczy polskich mostów, m.in. brał udział w budowie mostu Kierbedzia. Był inżynierem guberni warszawskiej, szczególnie zasłużonym dla rozwoju Ciechocinka.
Skonstruował specjalny typ planimetru. Przyczynił się też do powstania wielu kilometrów polskich dróg. Napisał szereg prac technicznych.
Pochowany na cmentarzu Powązkowskim w Warszawie (kwatera 203-6-12/13).